# 小串鉱山
小串鉱山（おぐしこうざん）は、かつて群馬県吾妻郡嬬恋村干俣に所在した硫黄鉱山。群馬県と長野県の県境にある毛無峠の南東斜面にあった。万座川の支流である不動川の源流付近に所在し、標高約1600mの高所に所在した。
日本で2番目に大きな硫黄鉱山であった。1929年より北海道硫黄株式会社(三井財閥)によって硫黄採掘を開始したが、1937年に山津波が発生し（後述）、1971年に閉山した。かつてこの地域には、最盛期には2,000人を超える人々が暮らしていた。

## 大規模斜面崩壊

### 概要
1937年11月11日15時30分頃、小串鉱山の背後斜面で大規模な斜面崩壊（山津波）が発生した。
約200人の作業員は入坑していたため無事であったが鉱山事務所、精錬所、配給所、荷造場、小学校、100余棟の鉱山住宅が土砂の下敷きとなり作業員の家族が犠牲となった。折から来山していた東京鉱山監督局職員と対応していた幹部も殉職している。また、精錬所の火が火薬庫に引火して爆発し、倒壊を免れた会社建物や病院、住宅、巡査駐在所も延焼した。
この土砂災害による死者は245人であったが、居住区域を土砂が襲ったため、18歳未満の死者が3分の1以上となった。嬬恋小学校小串分教場では放課後に校庭で遊んでいた約50人が犠牲となっている。
11月上旬から雨が降り続いていたことなどが、土砂崩壊の原因とみられている。この災害により小串鉱山は一時操業を停止したが、1938年3月に操業が再開され、1971年に閉山するまで硫黄を採掘し精錬した。

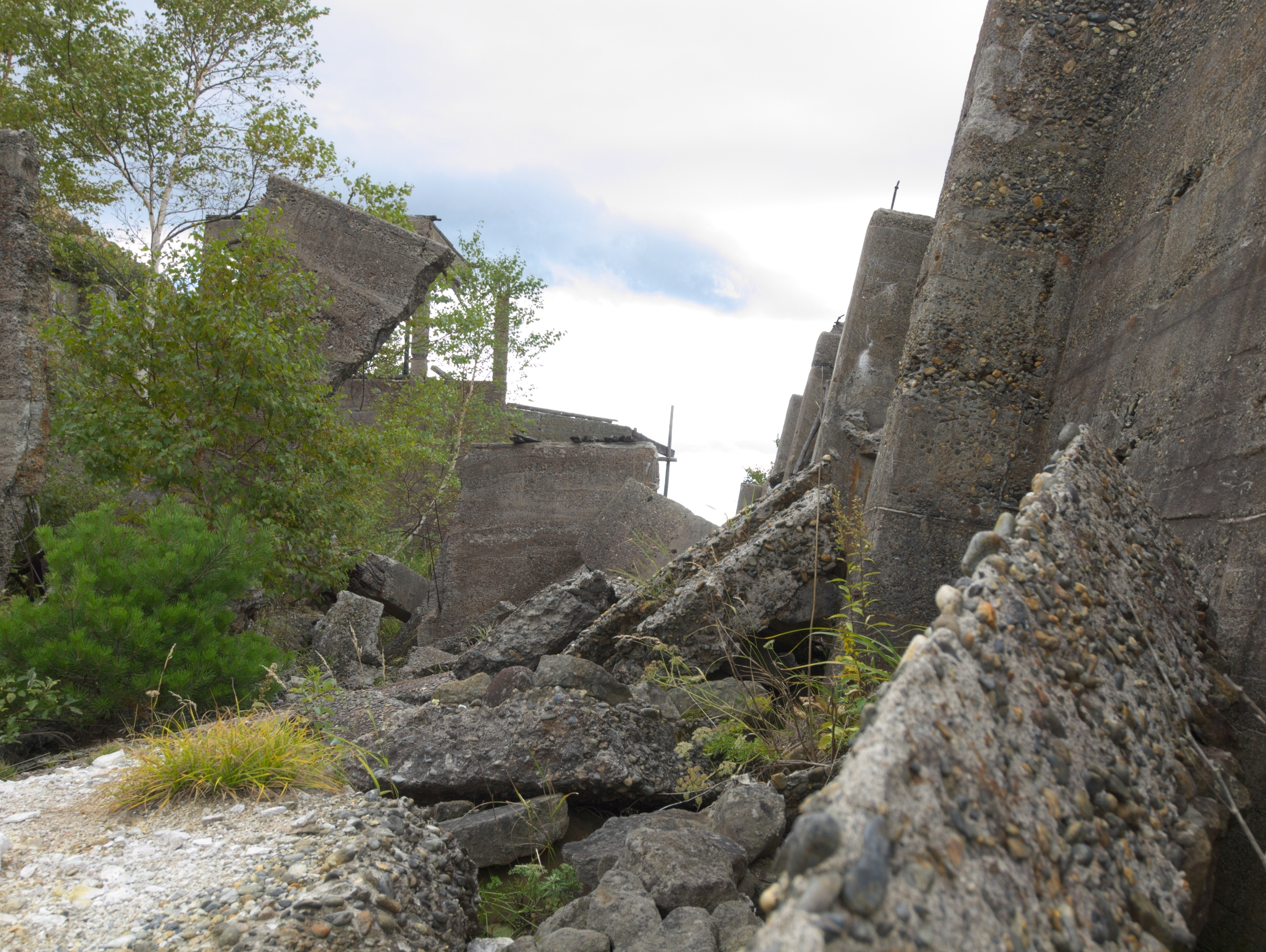
遺構

### 被害
- 死者 245人
- 負傷者 32人
- 倒壊埋没家屋 62戸
- 焼失家屋 38戸[1]
- 土砂埋没家屋 350戸（社宅70棟）[6]